# Лохтъярви
Лохтъярви — пресноводное озеро на территории сельского поселения Зареченск Кандалакшского района Мурманской области.
Является частью Иовского водохранилища.

## Общие сведения
Площадь озера — 2,3 км², площадь водосборного бассейна — 98,7 км². Располагается на высоте 97,8 метров над уровнем моря.
Форма озера лопастная, продолговатая: оно почти на девять километров вытянуто с юго-запада на северо-восток. Берега изрезанные, каменисто-песчаные, местами заболоченные.
Лохтъярви является по сути частью озера Толванд, через которое протекает река Толванд, впадающая в Ковдозеро. Через последнее протекает река Ковда, впадающая, в свою очередь, в Белое море.
В озере расположено около полусотни безымянных островов различной площади, рассредоточенных по всей площади водоёма.
Населённые пункты и автодороги вблизи водоёма отсутствуют.
Код объекта в государственном водном реестре — 02020000611102000001334.